# Itshak Holtz
Itshak Holtz (Skierniewice, 1925) es un artista polaco, judío israelí y estadounidense.
En 1935 su familia emigró a Jerusalén, Israel, donde estudió en la Academia Betzalel de Arte y Diseño, en 1950 se trasladó a Nueva York donde estudió además la pintura. 
Es más conocido por sus pinturas de género judíos, que también pinta el retrato, el paisaje, la naturaleza muerta y más, ha creado cientos de obras en muchos medios de arte y colecciones de todo el mundo.